# Ny klassisk arkitektur

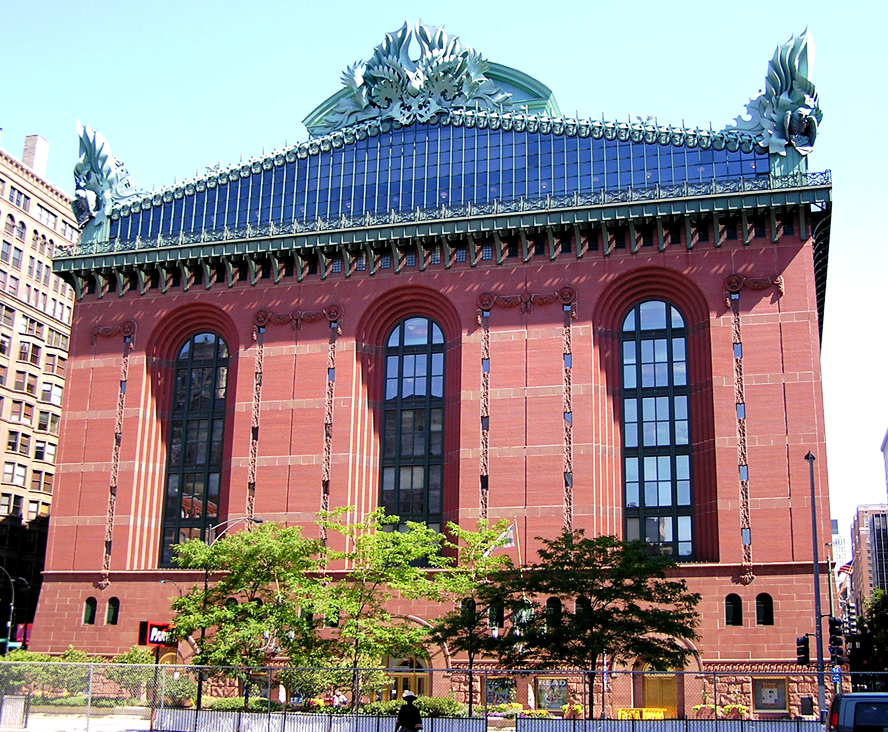
Harold Washington Library i Chicago, 1991, av HBRA Architects.

Ny klassisk arkitektur, ny klassicism eller den nya klassiska rörelsen är en klassicistisk rörelse inom arkitektur som fortsätter utövandet av klassisk arkitektur. Den kan betraktas som en samtida fortsättning av nyklassicistisk arkitektur. Byggnader i denna tradition har fortsatt att designas och uppföras genom hela 1900-talet och fram till nutid, även när modernismen och andra post-klassiska arkitekturteorier har varit dominerande.

## Utveckling

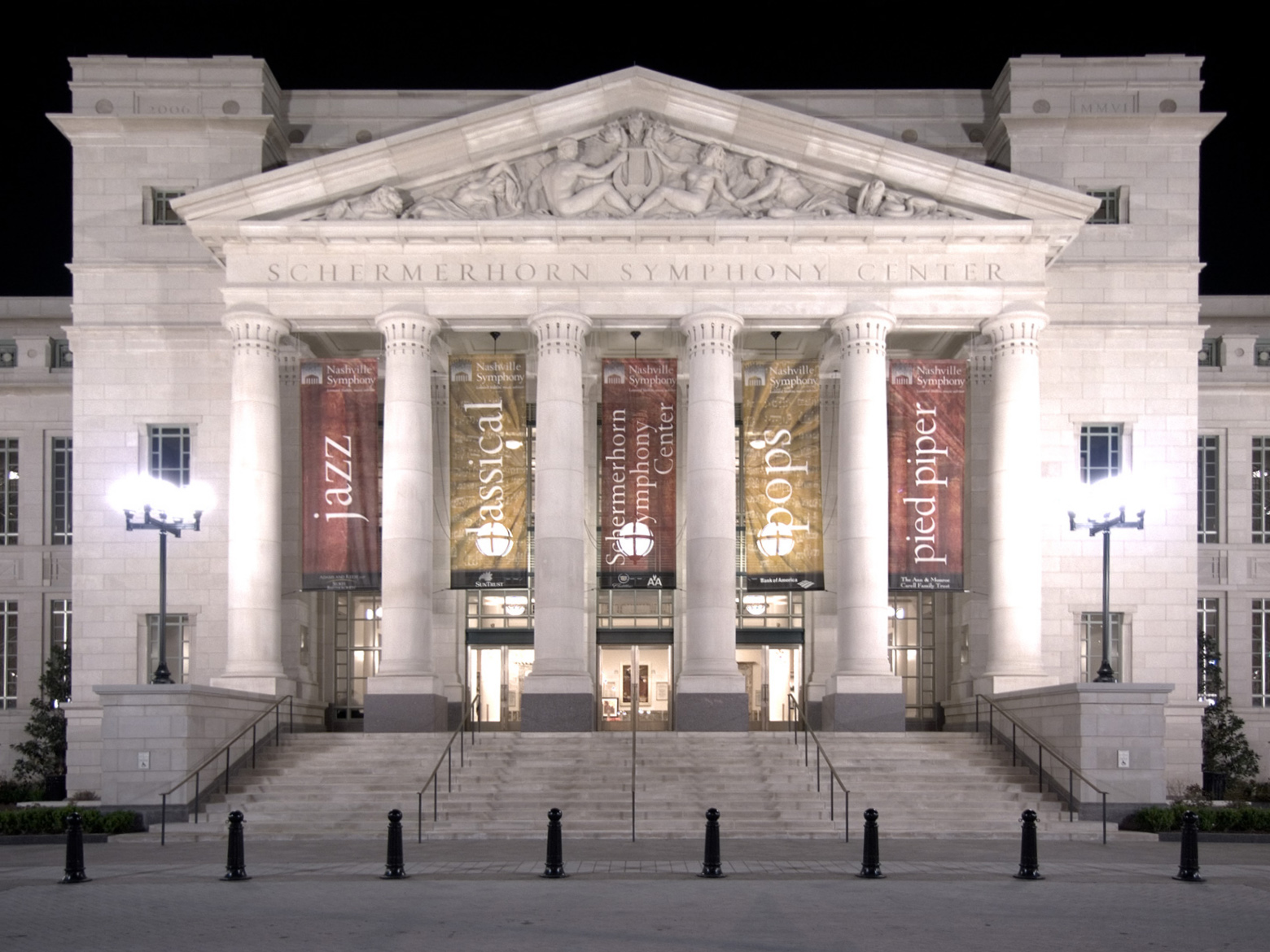
Schermerhorn Symphony Center i Nashville - öppnade 2006.

I Storbritannien fortsatte arkitekten Raymond Erith att designa klassiska hus till början av 1970-talet. En av hans anställda och senare affärsparters, Quinlan Terry, efterträdde honom och arbetar än idag i den klassiska traditionen. I slutet av 1970-talet började flera unga arkitekter i Europa utmana modernistiska förslag inom arkitektur och planering. För att sprida deras idéer grundade Léon Krier och Maurice Culot Archives d'Architecture Moderne i Bryssel och började publicera texter och motprojekt till modernistiska förslag inom arkitektur och planering. Rörelsens sponsring av prins Charles av Wales, speciellt med The Prince's Foundation for Building Community, ledde till ett uppsving.

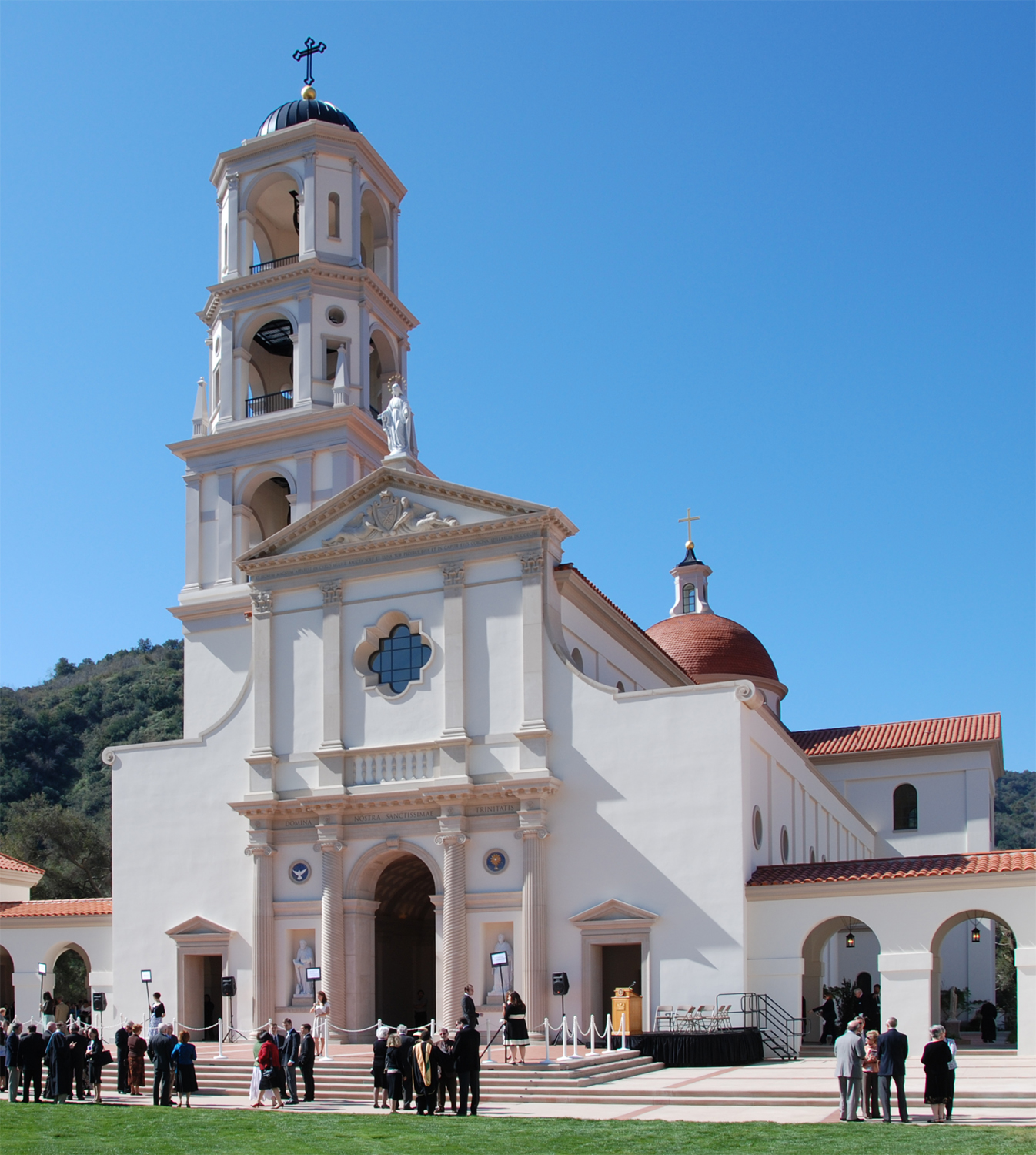
Kapell på Thomas Aquinas College av Duncan Stroik (färdigställt 2009).

Under dessa år utvecklade postmodern arkitektur en kritik av modernistisk arkitekturestetik. Bland dem var vissa inflytelserika postmodernistiska arkitekter som Charles Moore, Robert Venturi, och Michael Graves, som använde klassiska element som ironiska motiv för att kritisera modernismens sterilitet. Ett brett spektrum av mer än två dussin arkitekter, teoretiker och historiker presenterade andra alternativ till modernismen. Bland dem var flera seriösa nya klassiska arkitekter som såg klassicismen som ett legitimt sätt för arkitektoniskt uttryck, av vilka flera senare skulle bli Driehausprispristagare, inklusive några som Thomas Beeby och Robert A.M. Stern, vilka designar i både postmodern och klassisk stil. Vissa postmodernistiska företag, som Stern och Albert, Righter, & Tittman, övergick helt från postmodern design till nya tolkningar av traditionell arkitektur. Thomas Gordon Smith, Rompristagaren 1979 från American Academy i Rom, var en anhängare av Charles Moore. 1988 publicerade Smith "Classical Architecture - Rule and Invention" och utsågs 1989 till ordförande för University of Notre Dame Department of Architecture, nu School of Architecture. Idag finns det andra program som delvis undervisar om ny klassisk arkitektur vid University of Miami, Judson University, Andrews University och från och med 2013, Center for Advanced Research in Traditional Architecture vid University of Colorado Denver.
Vid sidan av denna akademiska och vetenskapliga utveckling har en populistisk och professionell manifestation av ny klassicism existerat och fortsätter att utvecklas. Rivningen av McKim, Mead & Whites Pennsylvania Station 1963 i New York ledde till bildandet av Classical America och dess regionalavdelningar, lett av Henry Hope Reed, Jr. Classical America förespråkade uppskattning av klassiskt inspirerade byggnader och utövande av modern klassisk och traditionell design genom att lära arkitekter att rita de klassiska kolonnordningarna, vara värd för vandringsturer, utbildningsevenemang, konferenser och att publicera The Classical America-serien i konst och arkitektur.
År 2002 sammanslogs The Institute of Classical Architecture med Classical America för att bilda Institute of Classical Architecture & Classical America (nu Institute of Classical Architecture and Art). ICAA stöder och stöds för närvarande av regionalavdelningar i Förenta staterna, som nästan alla är värd för utmärkelseprogram som erkänner betydande prestationer inom ny klassisk och traditionell design och konstruktion. ICAA publicerar The Classicist, en referentgranskad tidskrift som uteslutande ägnas åt teorin och utövandet av samtida klassicism inom arkitektur, urbanism och anknytande konstarter. ICAA erbjuder utbildningsprogram för arkitekt- och designpersonal, av vilka många följer metoderna i École des Beaux-Arts. ICAA erbjuder även kurser för att utbilda allmänheten, och har skapat program som Beaux Arts Atelier, Advanced Program in Residential Design för American Institute of Building Designers och många andra unika program.
Den nya klassiska rörelsens internationella karaktär främjades av skapandet år 2001 av International Network for Traditional Building, Architecture & Urbanism (INTBAU), en internationell organisation som ägnar sig åt att stödja traditionell byggnad och upprätthålla lokal karaktär. INTBAU har över 30 lokalavdelningar i olika länder. Detta nätverk skapades under beskydd av prins Charles, som själv är en viktig figur i den nya klassiska rörelsen.
2003 etablerade filantropen Richard H. Driehaus från Chicago ett pris inom arkitektur som skulle ges till en arkitekt "vars arbete förkroppsligar principerna för klassisk och traditionell arkitektur och urbanism i samhället och skapar en positiv, långvarig inverkan." Driehaus Architecture Prize delas ut av University of Notre Dame School of Architecture, som ett alternativ till det modernistiska Pritzkerpriset. Tillsammans med Driehaus-priset utdelas Reed-utmärkelsen, för en person som inte är praktiserande arkitekt utan har stött kultiveringen av den traditionella staden, dess arkitektur och konst genom författarskap, planering eller annat befrämjande. Andra högt profilerade utmärkelser för klassisk arkitektur är US-American Palladio Award,, det iberiska Rafael Manzano-priset, Edmund N. Bacon-priset, och Rieger Graham-priset från Institute of Classical Architecture and Art (ICAA) för utexaminerade arkitekter.
Svenska exempel på ny klassisk arkitektur, varav samtliga började uppföras i början på 1990-talet, är Bofills båge av Ricardo Bofill på Södermalm i Stockholm, Sankt Eriksområdet av Aleksander Wolodarski på Kungsholmen i Stockholm, och inte minst Potatisåkern av en av postmodernismens upphovsmän Charles Moore i Malmö. Under början av 2000-talet avtog intresset för klassiskt inspirerad arkitektur inom arkitektkåren i landet.
På senare år har rörelsen pådrivits av och på nytt fått uppsving genom facebookgruppen Arkitekturupproret. Denna grupp bildades år 2016 ur Michael Diamants facebookgrupp New Traditional Architecture och har sedan starten rekryterat över 60 000 medlemmar. Uppmärksammandet av den nya klassiska arkitekturen i Sverige har lockat politiker att använda begreppet "klassisk arkitektur" för nyexploatering genom markanvisningstävlingar där klassisk arkitektur använts som ett kriterium. Detta har kritiserats av arkitektkåren, exempelvis efter att Upplands Väsby kommun, under ledning av Oskar Weinmar (M), år 2020 anordnade en tävling där markpriset bestämdes på förhand. På så vis kunde en jury bestående av politiker och tjänstemän betygsätta tävlingens bidrag utan att ta hänsyn till byggaktörernas bud. Även en folkomröstning anordnades i kommunen i vilken Nils Freckeus Arkitekters förslag erhöll flest röster. Detaljplanen Fyrklövern norr om Mälarvägen är på granskning sedan januari 2023.
Även Göteborgs kommun har utmärkt sig politiskt inom ny klassisk arkitektur. Genom Johannes Hulter (S), stadsbyggnadsnämndens ordförande, har kommunen fått stort genomslag i media då man uttryckt avsikten att fortsatt ej tillåta nybyggnation av bostäder som ej planeras i klassisk stil. Socialdemokraterna i Göteborg har varit uttalat överens med större delen av oppositionen om arkitekturfrågan.

## Filosofi

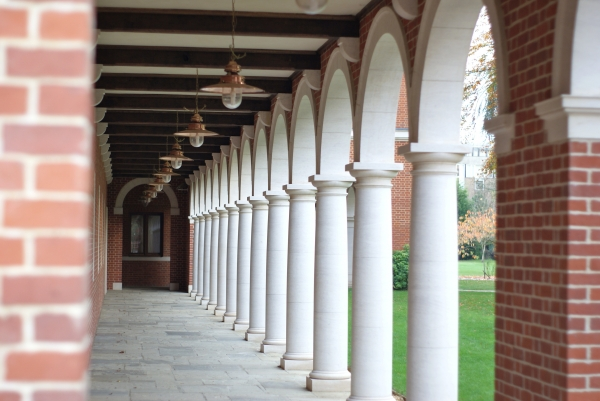
Ann's Court, Selwyn College, Cambridge (designat av Porphyrios Associates).

Ny klassisk arkitektur är inriktad på ett tillvägagångssätt som betonar medvetenheten om hållbarhet. Syftet är att skapa hållbara, välgjorda byggnader av hög kvalitet, anpassade till sammanhanget och med en effektiv användning av naturresurser. Detta uppnås genom att balansera den ekonomiska aspekten med en långsiktig arkitektonisk utveckling som är mer ansvarig för hållbarhet på ekologiskt område.

## Läroanstalter
Även om modernistisk undervisning förblir dominerande vid universitet och arkitekturfakulteter runt om i världen, fokuserar vissa institutioner enbart, huvudsakligen eller delvis på att undervisa om principerna för traditionell och klassisk arkitektur och stadsplanering. Några av dessa är:
I Indien
- Tirumala SV Institute of Traditional Sculpture and Architecture (SVITSA) i Tirupati, Andhra Pradesh[43]

I Italien
- Polytechnic University of Bari i Bari[44]

På Nya Zeeland
- UNITEC Institute of Technology i Auckland[44]

I Storbritannien
- National Design Academy i Nottingham
- Prince's Foundation for Building Community i London
- Prince's School of Traditional Arts i London
- Enhet 6 i Kingston School of Art 's Master of Architecture-programme;[45] den enda forskarutbildningen i Storbritannien som undervisar i klassisk design. Tidigare lärdes detta i grundutbildningen.
- University of Portsmouth in Portsmouth, School of Architecture
- PRASADA - Practice, Research, and Advancement in South Asian Design and Architecture vid Welsh School of Architecture, Cardiff University i Cardiff, Wales

I USA
- Andrews University i Berrien Springs, Michigan[46]
- American College of the Building Arts[47] och School of the Arts vid College of Charleston i Charleston, South Carolina
- Center for Advanced Research in Traditional Architecture vid University of Colorado i Denver, Colorado
- University of Miami i Miami, Florida[48]
- Yale School of Architecture i New Haven, Connecticut[49]
- Grand Central Academy of Art, har tidigare hållits vid Institute of Classical Architecture & Art (ICAA) i New York, New York
- Institute of Classical Architecture & Art (ICAA) i New York City, New York
- University of Notre Dame School of Architecture i Notre Dame, Indiana
- Utah Valley University i Orem, Utah[50]
- Beaux-Arts Academy i Salt Lake City, Utah[51]
- Academy of Classical Design i södra Pines, North Carolina

I Sverige
- Ax:son Johnson Centre for the Study of Classical Architecture[52]

## Exempel

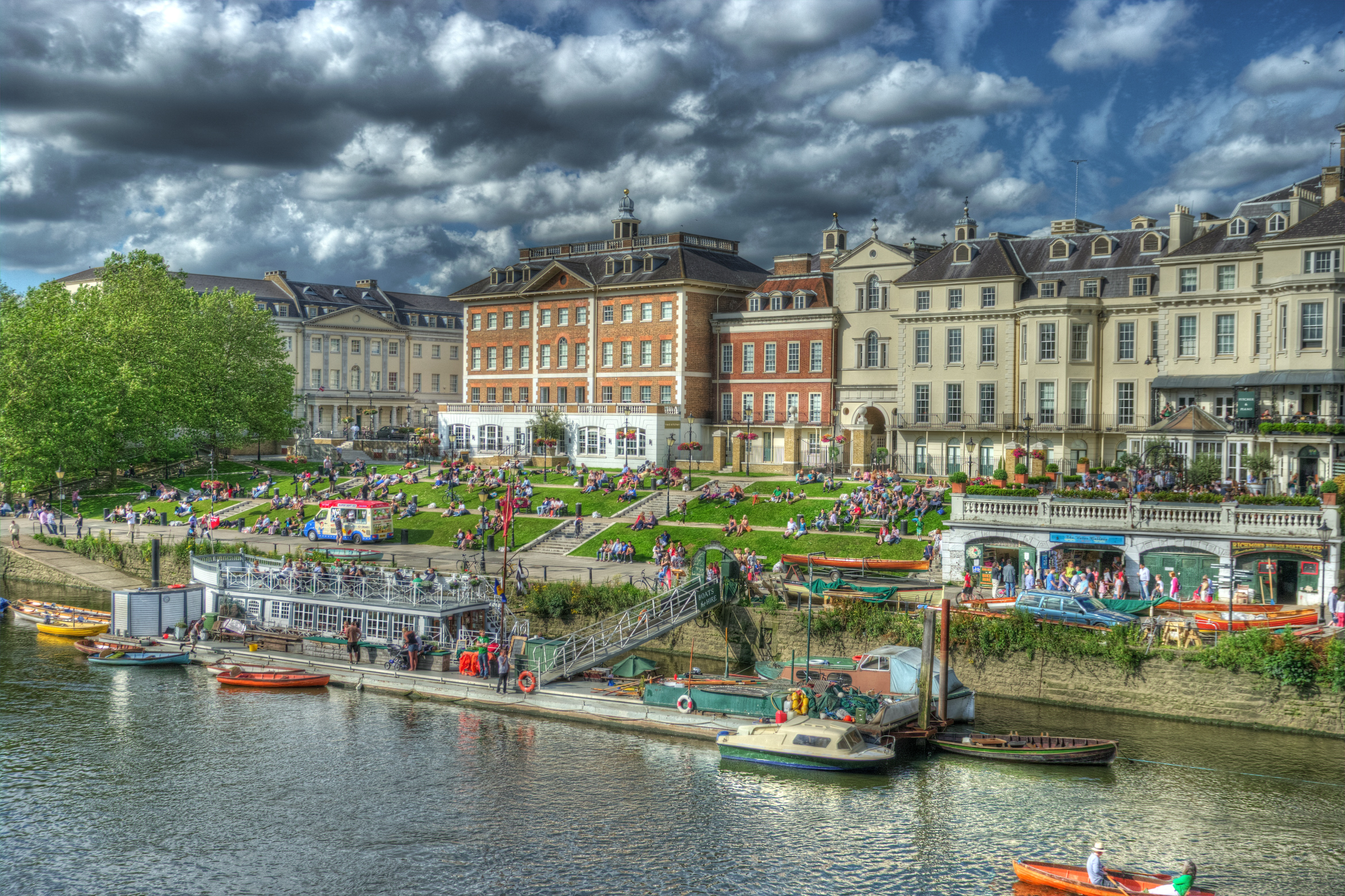
Richmond Riverside, London, England, 1984–87, av Quinlan Terry.
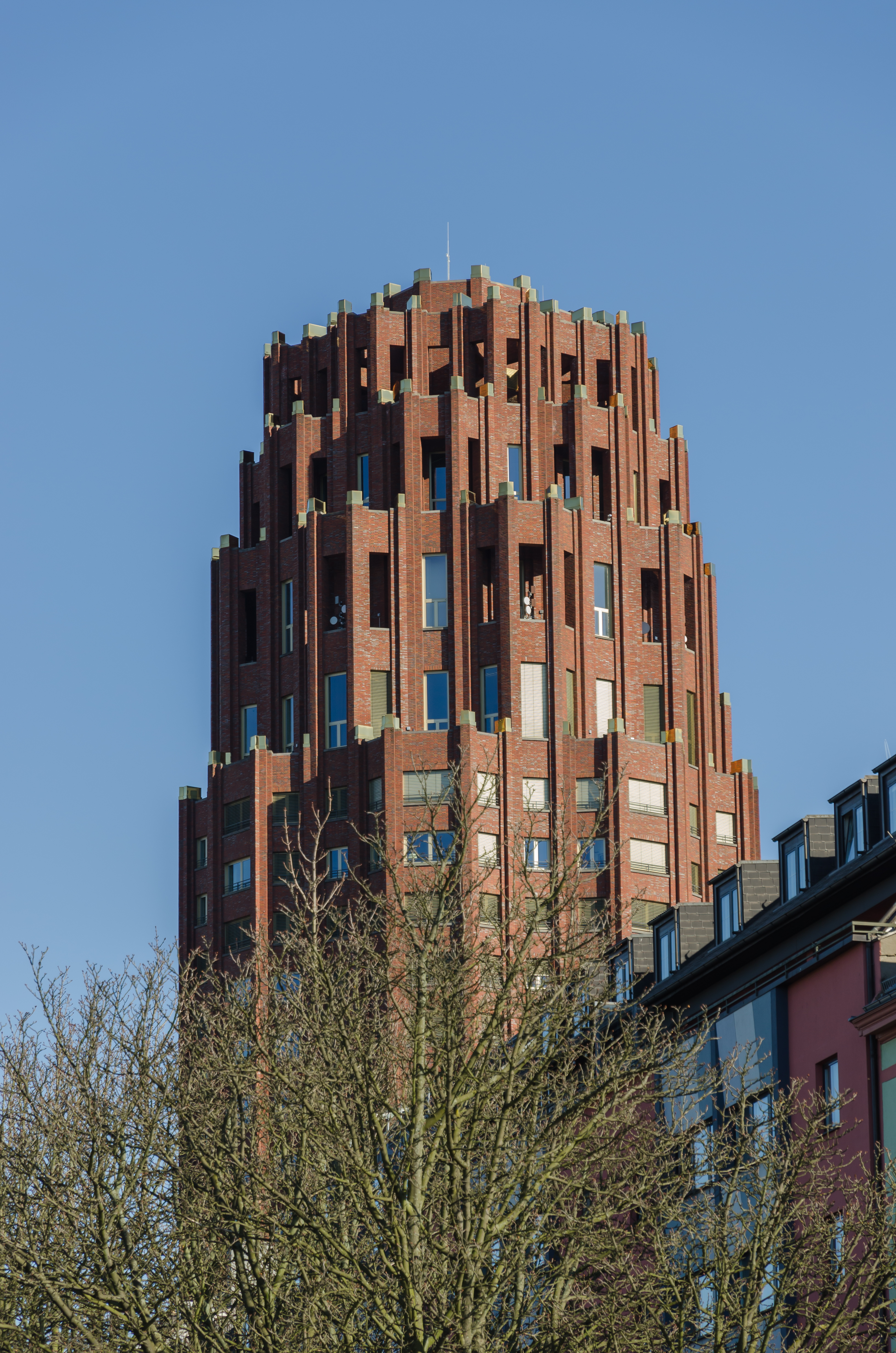
Main Plaza, Frankfurt, Tyskland av Hans Kollhoff.
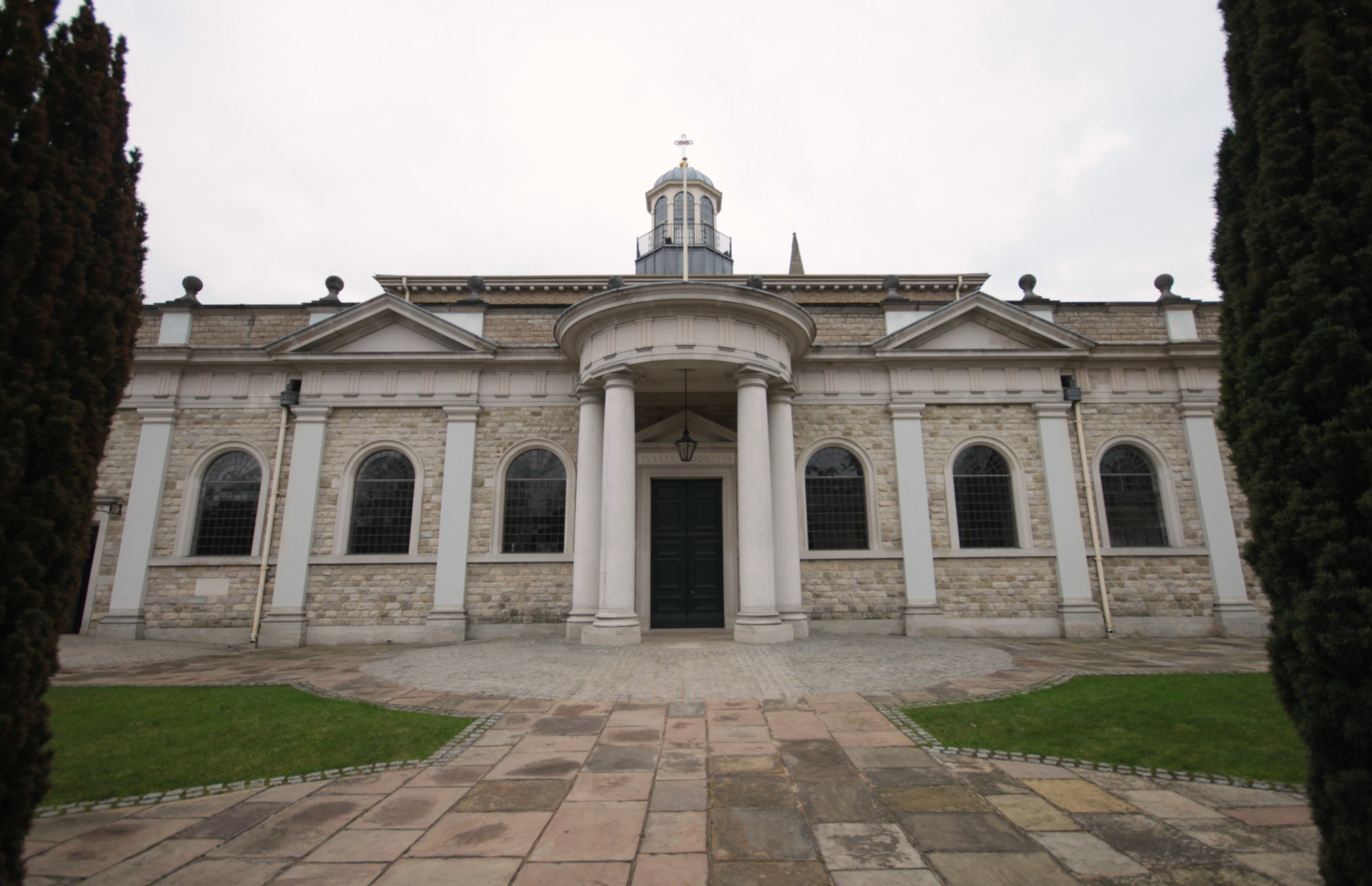
Brentwood Cathedral, Brentwood, England av Quinlan Terry.
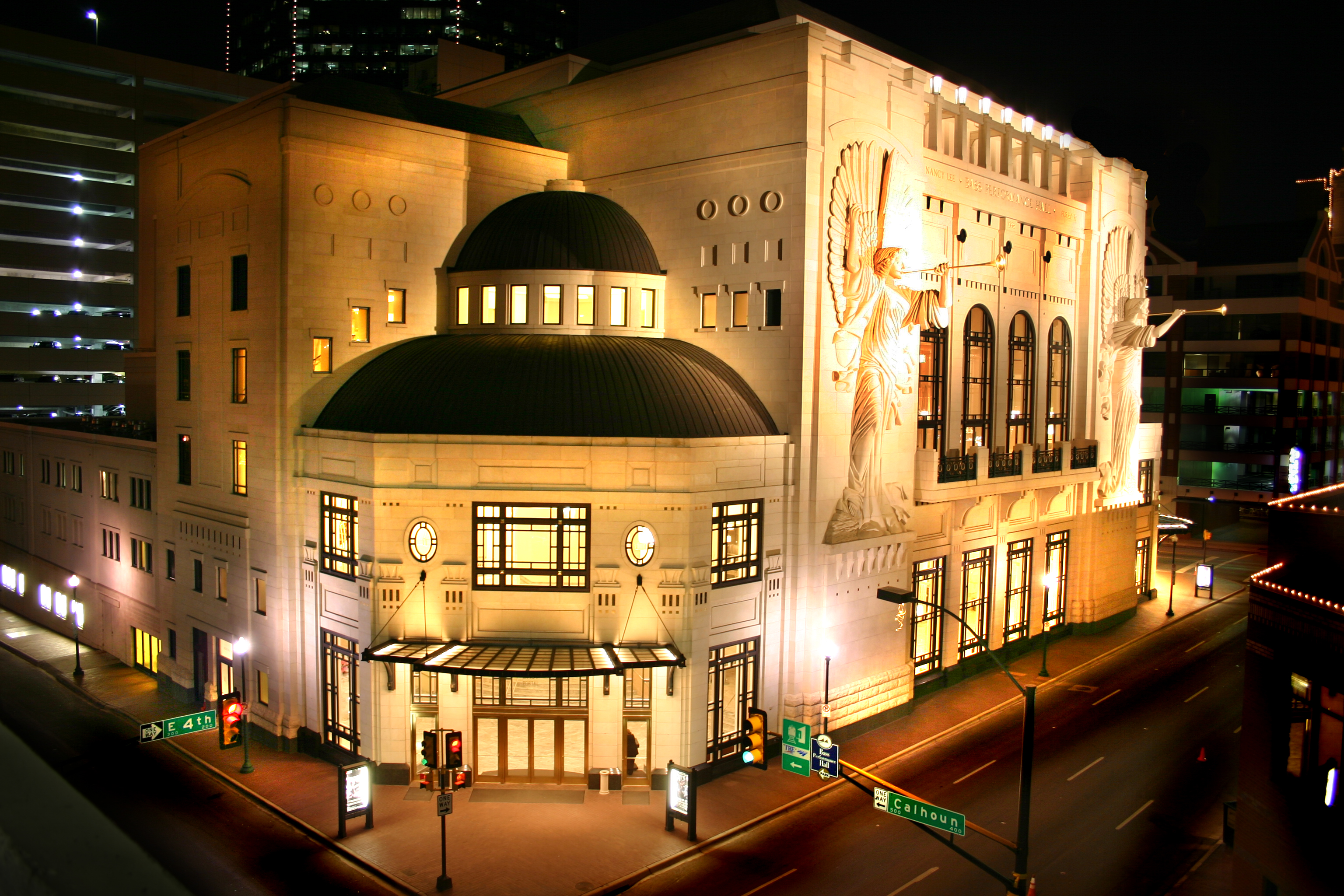
Nancy Lee och Perry R. Bass Performance Hall, Fort Worth, Texas, USA, 1998, av David M. Schwarz.
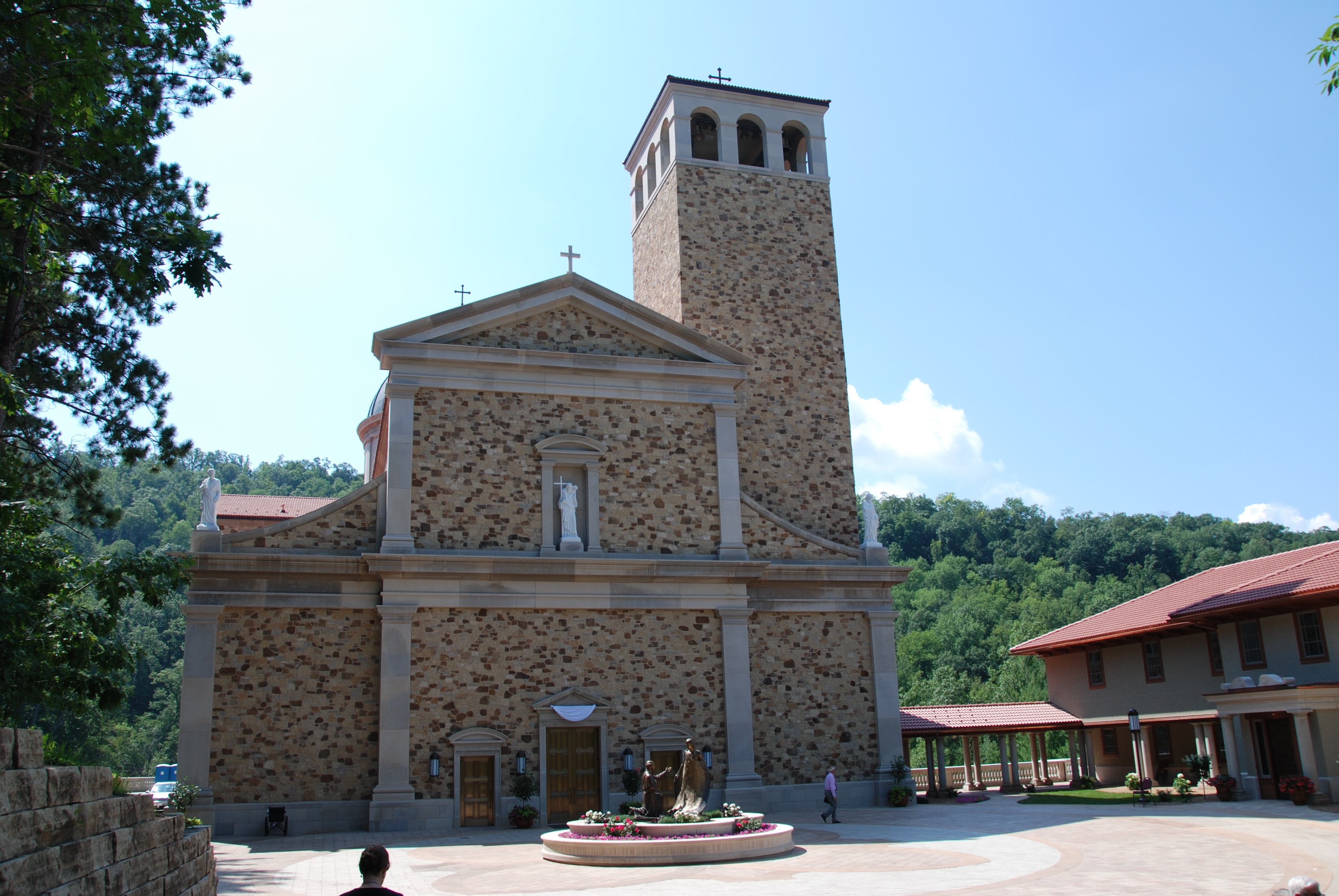
Shrine of Our Lady of Guadalupe, La Crosse, Wisconsin, USA, 2004–2008, av Duncan G. Stroik.
Poundbury, England, 1993, av Léon Krier.
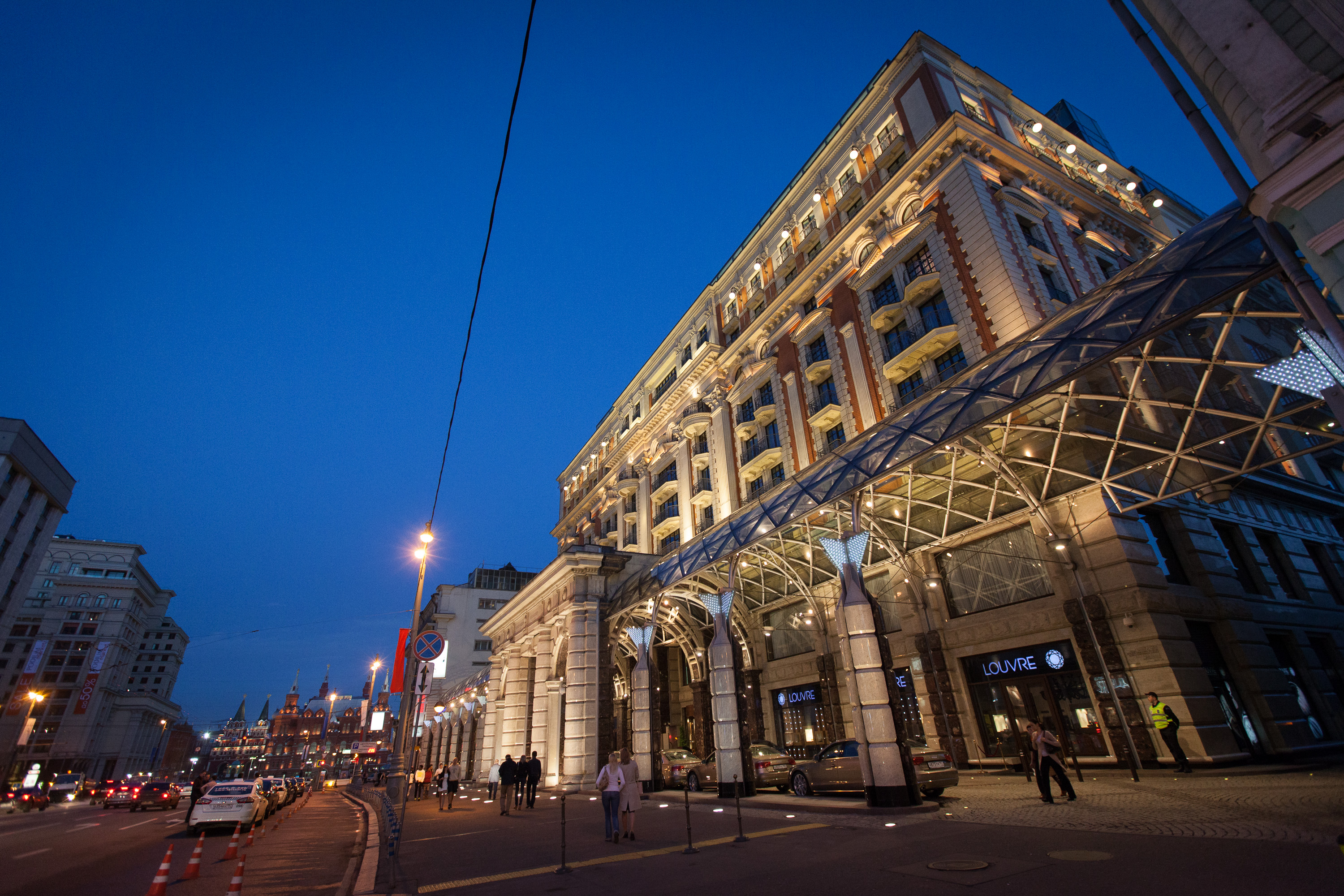
Ritz-Carlton Hotel, Moskva, Ryssland, 2007, av Meerson Architects.
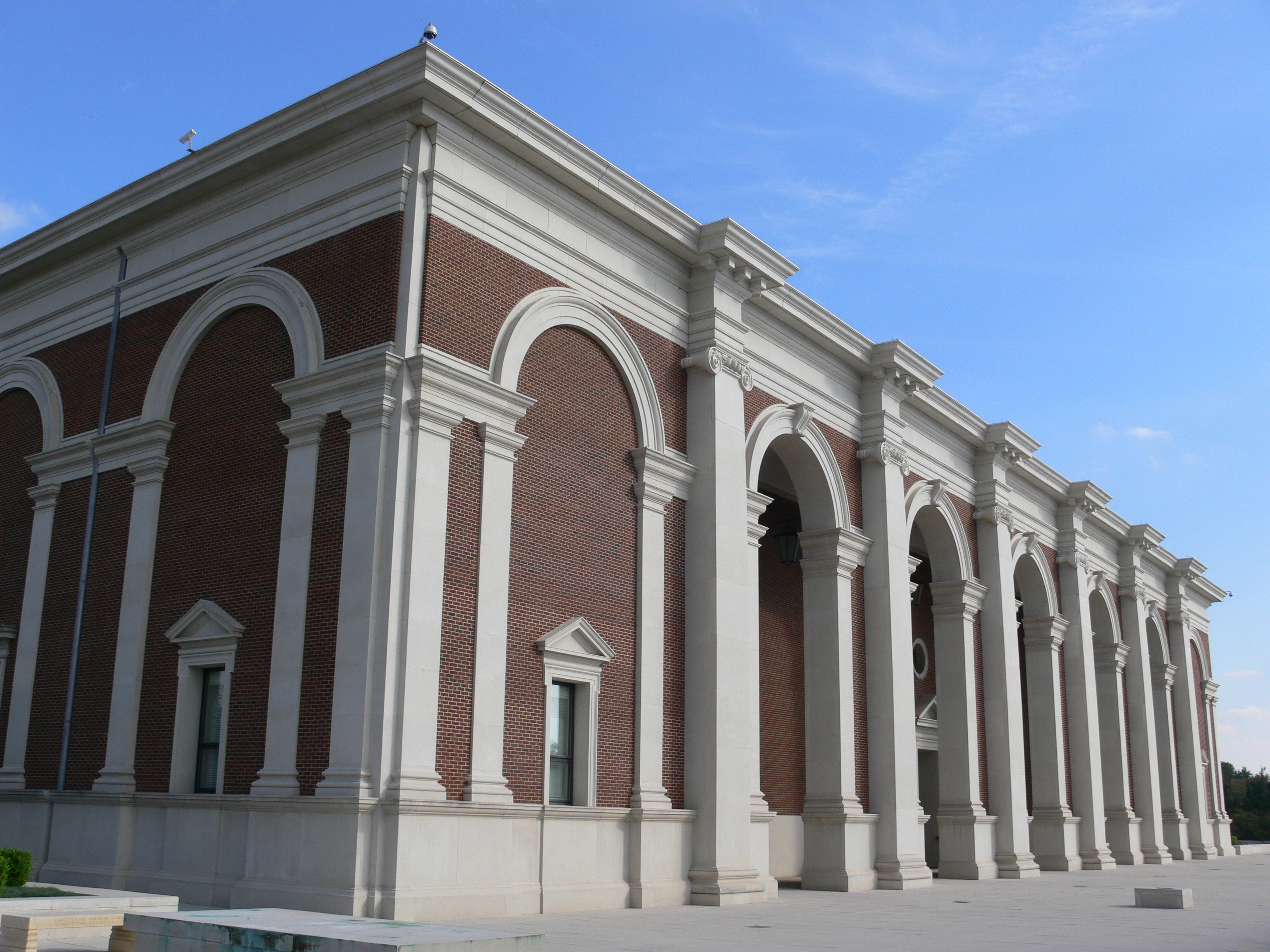
Meadows Museum, Dallas, Texas, USA, 2001, av HBRA Architects.
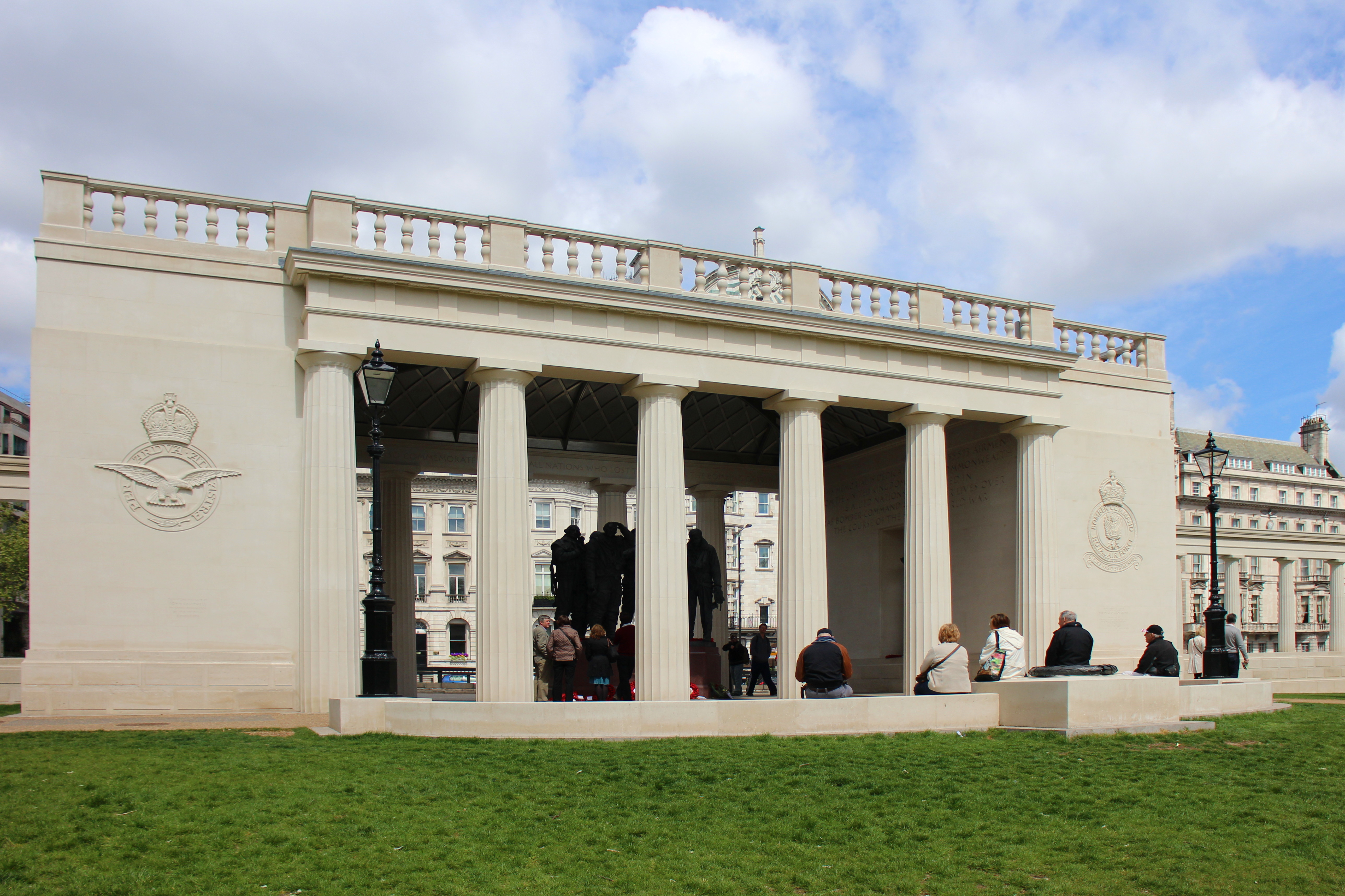
Royal Air Force Bomber Command Memorial, London, England, 2012, av Liam O'Connor.
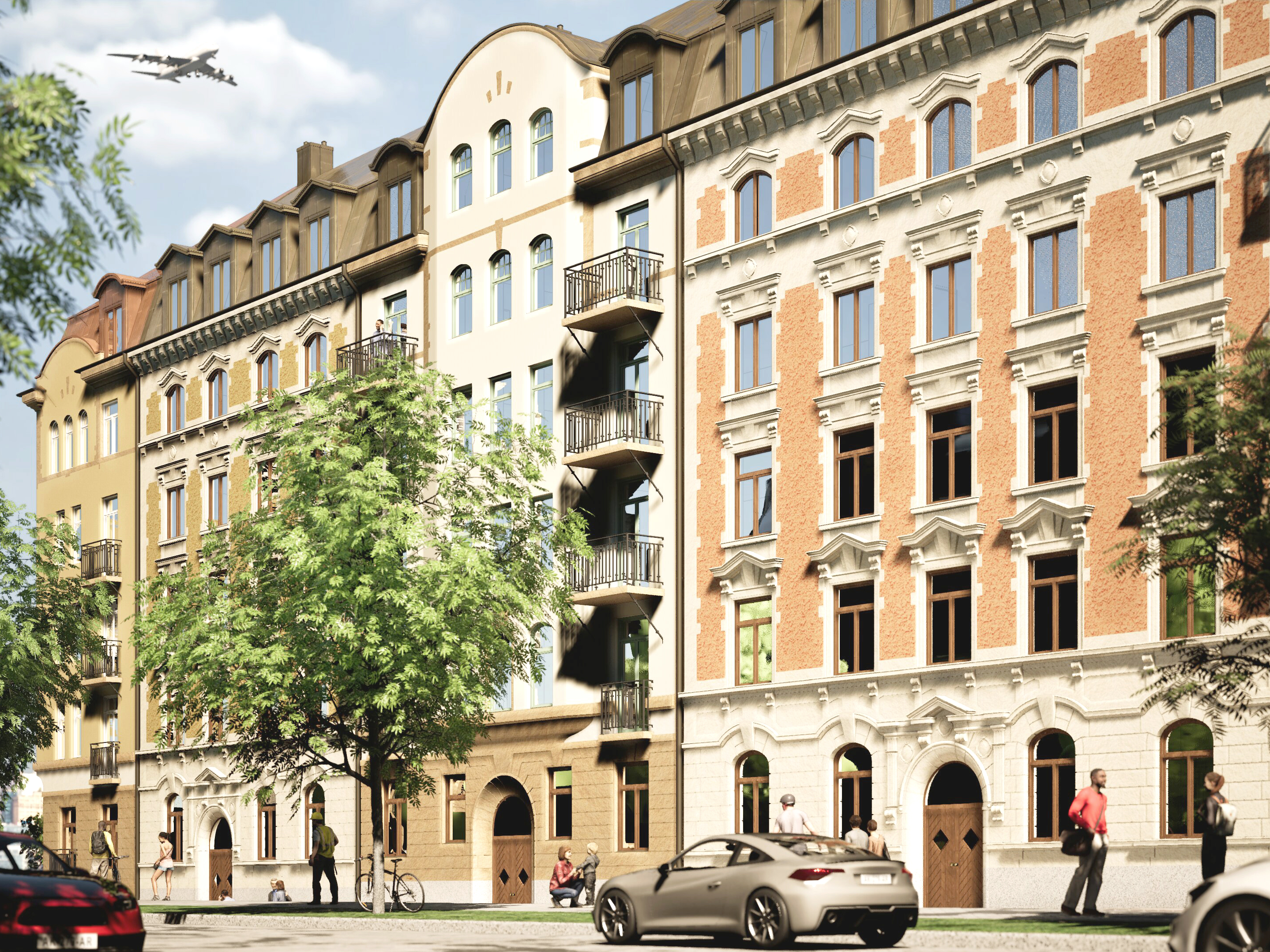
Fyrklövern norr om Mälarvägen, Upplands Väsby, 2020, av Nils Freckeus arkitekter
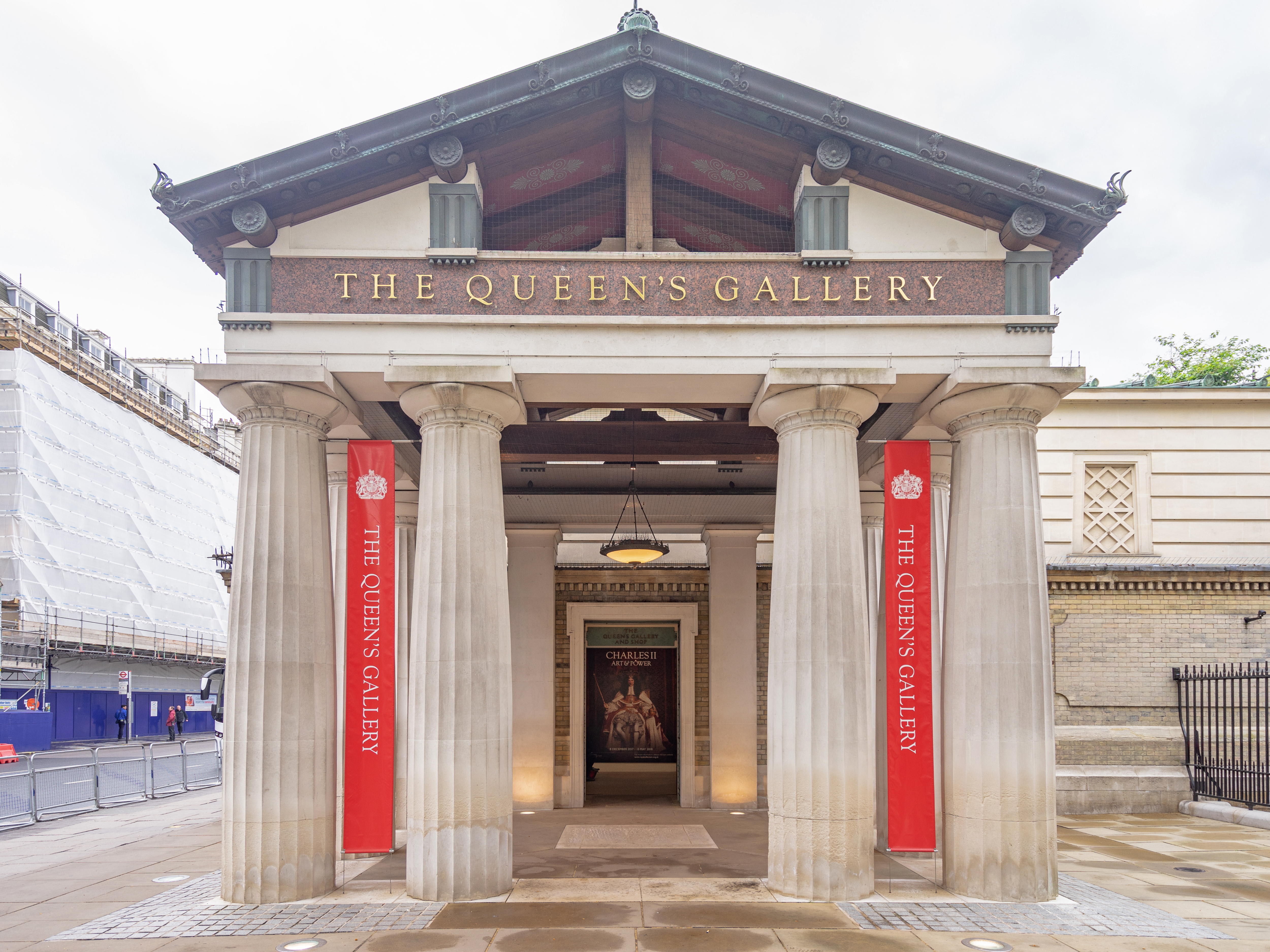
Queen's Gallery, London, England, 2002, av John Simpson.
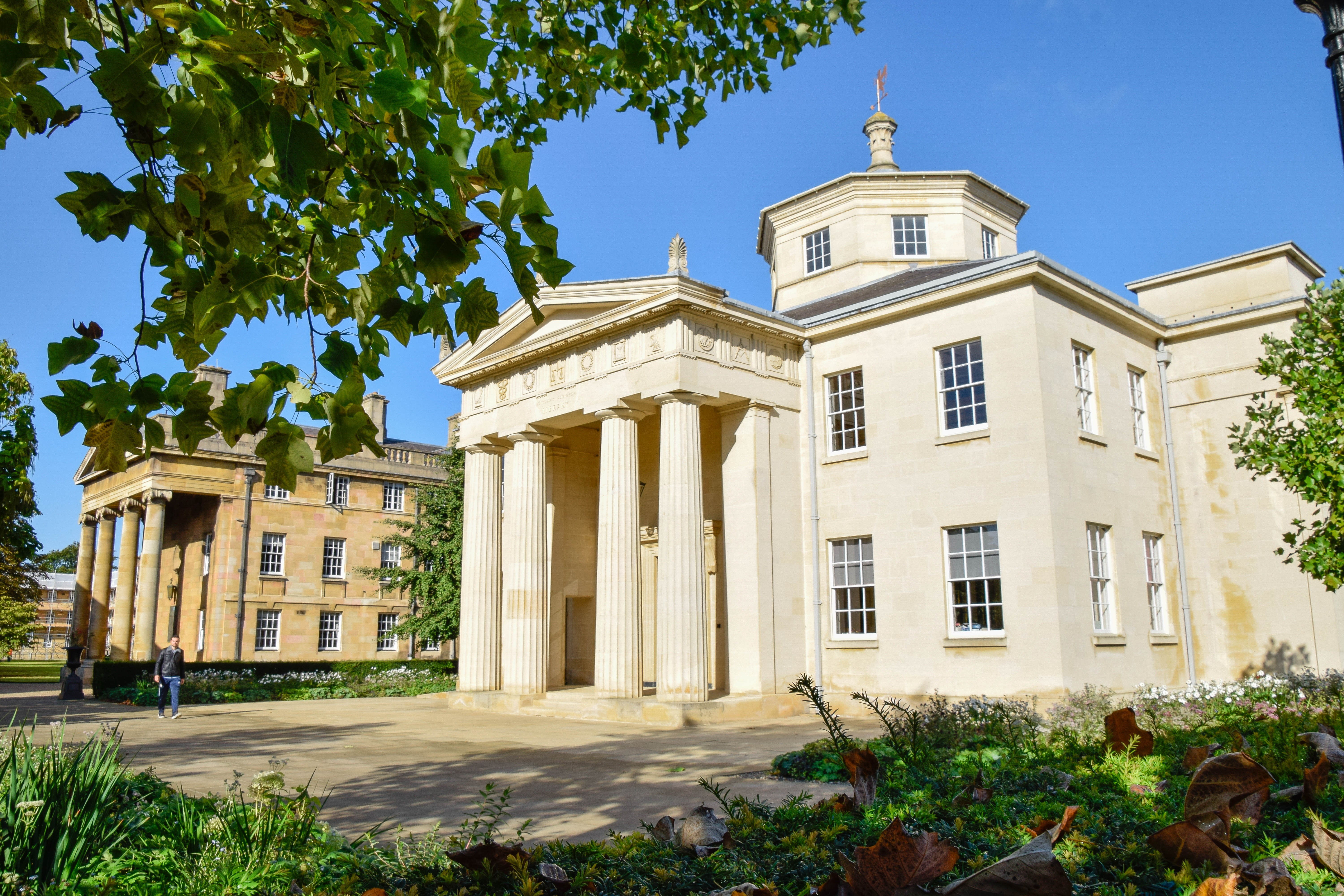
Maitland Robinson Library, Cambridge, England, 1992, av Quinlan Terry.
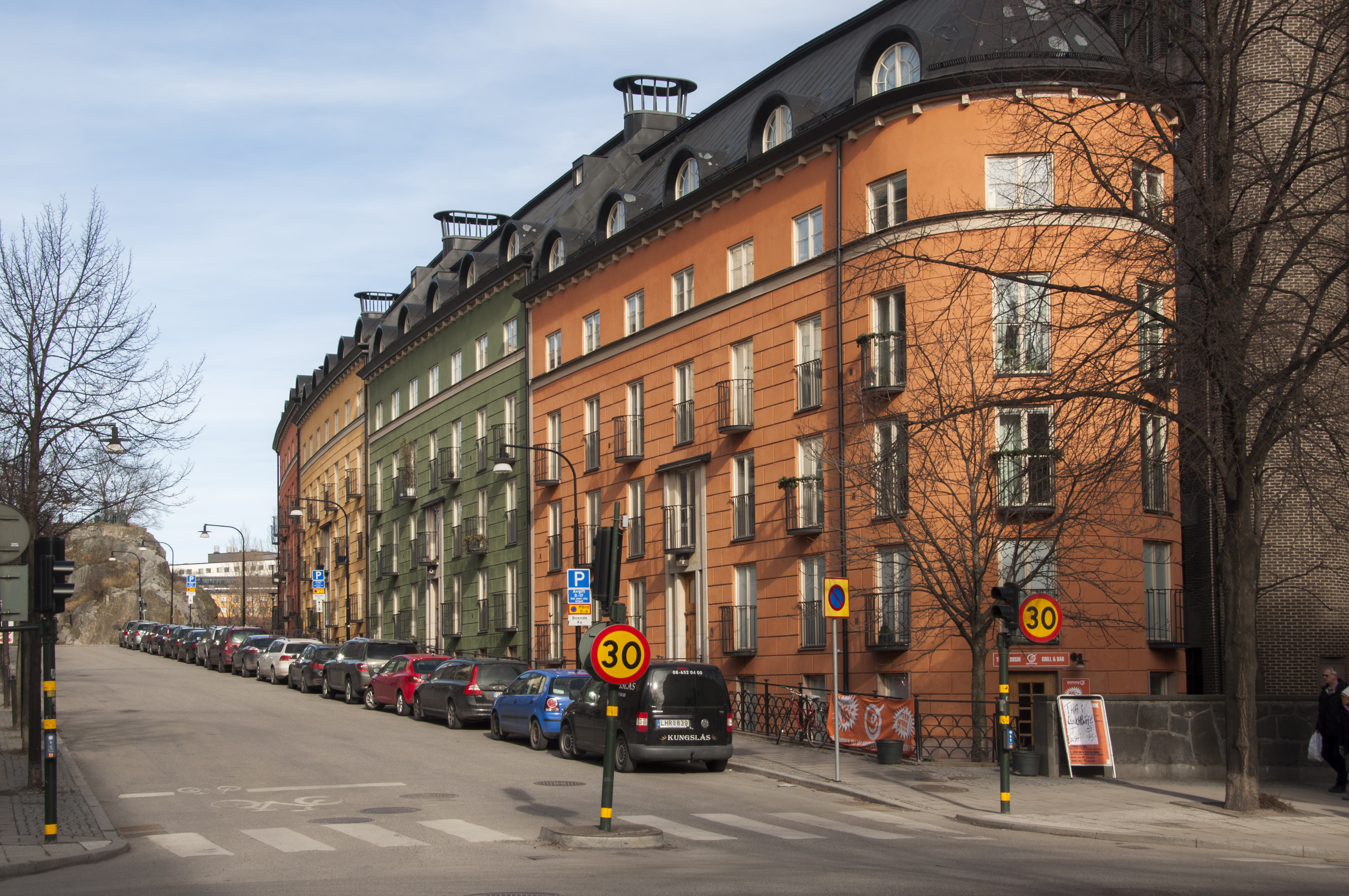
Sankt Eriksområdet, Stockholm, Sverige, 1995-98, av Aleksander Wolodarski.